# Duke Kahanamoku
Duke Paoa Kahinu Mokoe Hulikohola Kahanamoku, smeknamn "The Big Kahuna", född 24 augusti 1890 i Honolulu, Hawaii, död 22 januari 1968 i Honolulu, Hawaii, var en amerikansk simmare och surfare.
Kahanamoku brukar ofta betecknas som uppfinnaren av den moderna surfingsporten, men han är förmodligen mer känd i världen som flerfaldig OS-guld-medaljör och världsrekordhållare.
Mellan de olika olympiska spelen 1912,  1920 och 1924 och därefter reste han runt i världen (framförallt i USA och i Australien) och hade simuppvisningar och passade samtidigt på att göra reklam för surfingsporten.
När han inte var på simturnéer tjänstgjorde Kahanamoku som sheriff i Honolulu, Hawaii mellan 1932 och 1961. Han medverkade, främst i mindre roller, i ett antal spelfilmer och dokumentärfilmer inspelade i Hollywood med regissörer som John Ford och Victor Fleming.